# A67 (motorväg, Tyskland)
A67 är en motorväg i centrala Tyskland.

## Trafikplatser
|  | Nr | Skyltning                         |
|  | 1  | Mönchhof (T-Korsning) E 42        |
|  |    | Neuhöfer Tann/Hohe Wart           |
|  | 2  | Rüsselsheim-Ost                   |
|  | 3  | Rüsselsheim (T-Korsning)          |
|  | 4  | Groß-Gerau                        |
|  | 5  | Büttelborn                        |
|  |    | Büttelborn                        |
|  | 6  | Darmstadt (Fyrvägskorsning) E 451 |
|  |    | Pfungstadt                        |
|  | 7  | Pfungstadt                        |
|  | 8  | Gernsheim                         |
|  |    | Jägersburger Wald/Forsthaus       |
|  | 9  | Lorsch                            |
|  |    | Lorsch                            |
|  |    |                                   |
|  | 10 | Viernheim (T-Korsning) E 50       |